# يانغي هزارباغ
يانغي هزارباغ هي بلدة في مقاطعة ده نو في ولاية صرخنداريا في أوزبكستان.